# 镇东王
镇东王，中国古代封爵之一。

## 元朝
封地不详，为金镀银印龟纽王。
- 也先铁木儿，忽必烈第五子忽哥赤之子，至元二十八年（1291年）封。